# Ethnikos GS Atenes
L'Ethnikos Gymnastikos Syllogos o Ethnikos GS Atenes és un club esportiu grec de la ciutat d'Atenes.

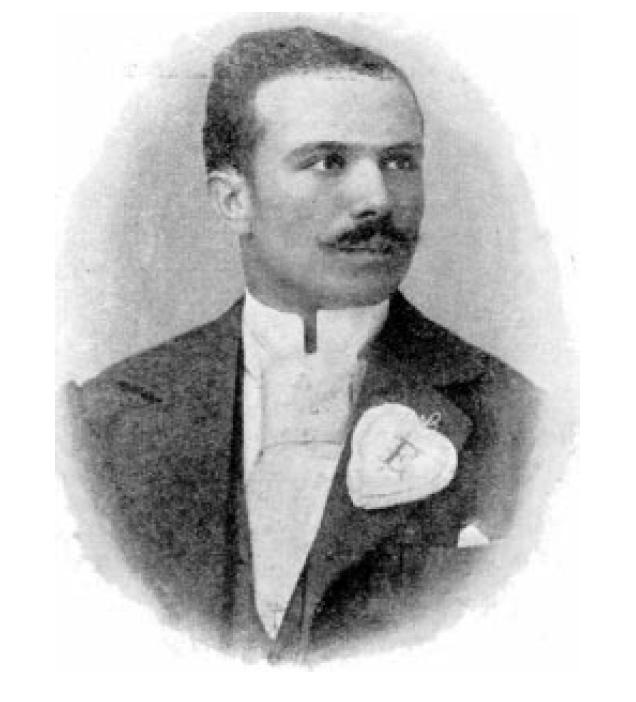
Ioannis Mitropoulos

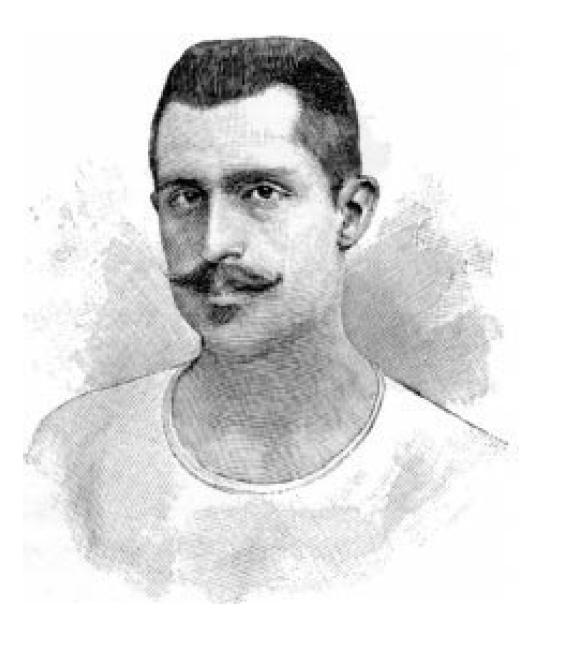
Panagiotis Paraskevopoulos

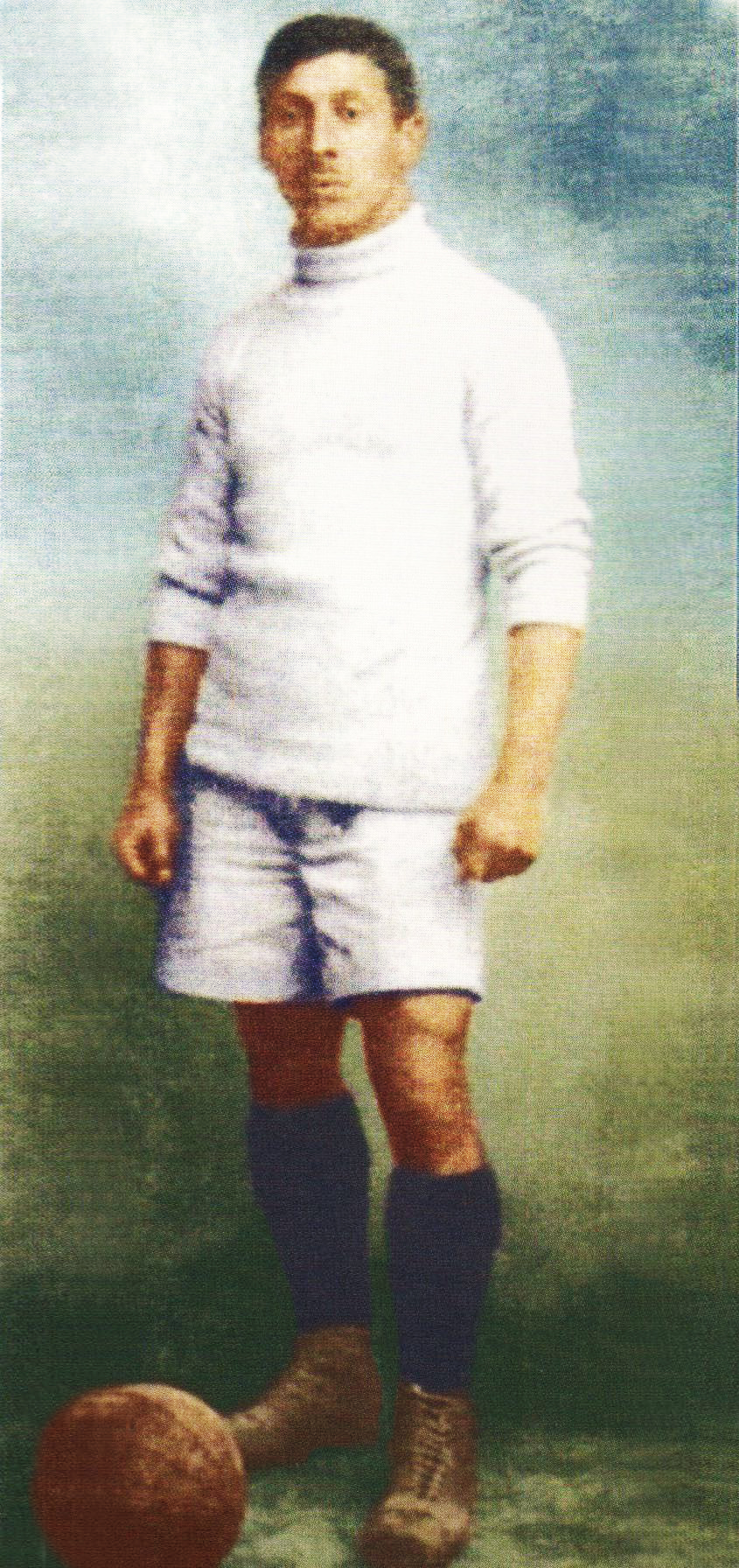
Giorgos Kalafatis

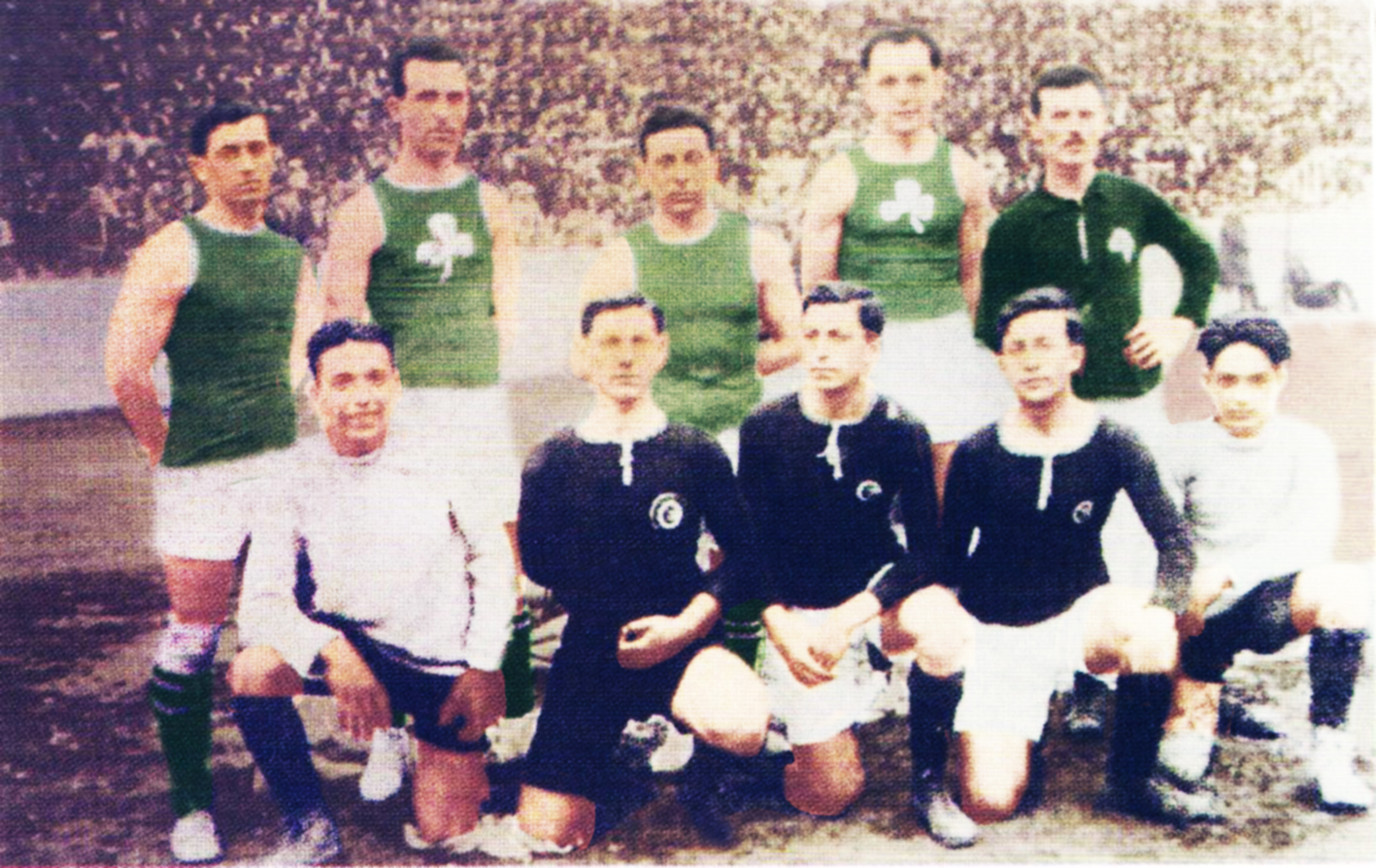
Panathinaikos BC vs Ethnikos GS, 1921

És un dels clubs esportius més antics de Grècia, fundat el 1893.
El seu equip de gimnàstica va competir als Jocs Olímpics d'Estiu de 1896 d'Atenes. El capità era Ioannis Chrysafis i els altres membres eren Ioannis Mitropoulos, Dimitrios Loundras, Filippos Karvelas, i 15 gimnastes més de nom desconegut. L'equip fou tercer en barres paral·leles.
L'equip de futbol fou dos cops campió grec els anys 1906 i 1907.

## Palmarès

### Futbol
- Lliga grega de futbol: (2)
  - 1906, 1907

### Altres esports
- Atletisme masculí:
  - 21 campionats grecs: (1901, 1910, 1920, 1925, 1926, 1927, 1928, 1930, 1931, 1937, 1938, 1939, 1940, 1946, 1947, 1948, 1949, 1950, 1951, 1953, 1954)
  - 6 campionats grecs de camp a través: (1908, 1910, 1911, 1912, 1926, 1927)
- Atletisme femení:
  - 1 campionat grec: (1975)
  - 1 campionat grec de camp a través: (1982)

- Tir olímpic:
  - 1 campionat grec: (1937)

- Boxa masculina:
  - 2 campionats grecs: (1961, 1981)
- Boxa femenina:
  - 1 campionat grec: (2013)

- Lluita greco-romana masculina:
  - 35 campionats grecs: (1936, 1937, 1938, 1939, 1940, 1946, 1947, 1948, 1949, 1950, 1951, 1952, 1958, 1960, 1962,[2] 1964, 1965, 1966, 1968, 1969, 1971, 1973, 1974, 1975, 1977, 1978, 1979, 1980, 1981, 1982[3], 1984, 1985, 1986, 1987, 1988) (rècord)
- Lluita lliure masculina:
  - 4 campionats grecs: (1958, 1959, 1960, 1966)

- Judo masculí:
  - 5 campionats grecs: (1993, 1995, 1996, 1998, 2001)